# 小行星4426
小行星4426（英語：4426 Roerich）是一颗围绕太阳公转的小行星。1969年10月15日，柳德米拉·切爾尼赫在克里米亚发现了此天体。
这颗小行星的绝对星等为56.42182572012096等。